# Vedmussling
Vedmussling (Gloeophyllum sepiarium) är en ettårig rötsvamp, som växer på död barrved och bryter ner cellulosafibrerna i träet.
Dess ovansida är rödbrun till mörkbrun med orangegul kant. Dess undersida är gulgrå.